# Schwarzburger Unterherrschaft

Karte der Ober- und Unterherrschaft von Schwarzburg im Jahr 1682

Als Schwarzburger Unterherrschaft wurden mehrere Gebietsteile in Nordthüringen bezeichnet. Sie gehörten seit dem 14. Jahrhundert zu den Besitzungen der Grafen von Schwarzburg und somit zunächst zur Grafschaft Schwarzburg. Im Jahr 1571 wurde diese gemäß dem Vertrag von Speyer geteilt. 
Neu entstanden sind damals die Grafschaften Schwarzburg-Sondershausen und Schwarzburg-Frankenhausen in Nordthüringen, die gemeinsam die Schwarzburger Unterherrschaft bilden und die Grafschaft Schwarzburg-Oberherrschaft, welche 1574 in die Grafschaften Schwarzburg-Arnstadt im Westen und Schwarzburg-Rudolstadt im Osten geteilt wurde. 
Mit dem Stadtilmer Vertrag vom 21. November 1599 wurden die schwarzburgischen Territorien neu aufgeteilt. Der Westen der Unterherrschaft  kam zur Grafschaft Schwarzburg-Sondershausen, während das östliche Schwarzburg-Frankenhausen zur Grafschaft Schwarzburg-Rudolstadt kam.

## Zugehörige Gebiete
- Westteil (späteres Schwarzburg-Sondershausen, heute größtenteils Kyffhäuserkreis)
  - Amt Ebeleben (mit Ebeleben, Holzsußra, Marksußra, Billeben, Exklave Bothenheilingen)
  - Amt Schernberg (mit Schernberg, Himmelsberg, Gundersleben, Rockstedt, Abtsbessingen)
  - Amt Keula (mit Keula, Holzthaleben, Großbrüchter, Kleinbrüchter, Urbach, Großmehlra, Toba, Wiedermuth, Rockensußra)
  - Amt Clingen (mit Greußen, Westgreußen, Wasserthaleben, Clingen, Großenehrich, Wenigenehrich, Wolferschwenda, Rohnstedt, Otterstedt, Niederspier, Westerengel, Kirchengel, Feldengel, Holzengel, Trebra, Niederbösa)
  - Amt Sondershausen (mit Sondershausen, wo sich auch die Residenz Schloss Sondershausen des Hauses Schwarzburg-Sondershausen befindet, Stockhausen, Badra, Jecha, Bebra, Hachelbich, Bebra, Jechaburg, Oberspier, Hohenebra, Thalebra, Bellstedt, Thüringenhausen, Bliederstedt, Bruchstedt)
  - Amt Großbodungen (mit Großbodungen, Epschenrode, Wallrode, Kraja, Haynrode, Hauröden)
  - Allersbergische Gerichtsorte (mit Silkerode, Zwinge, Bockelnhagen, Neuhof)

- Ostteil (späteres Schwarzburg-Frankenhausen, ab 1599 zu Schwarzburg-Rudolstadt gehörend; heute größtenteils Kyffhäuserkreis)
  - Amt Frankenhausen
  - Gericht Ichstedt
  - Amt Göllingen, später zum Amt Frankenhausen
  - Amt Arnsburg/Seega, seit dem 18. Jh. zum Amt Frankenhausen
  - Amt Straußberg

Die Ämter Kelbra und Heringen in Nordthüringen waren zwischen 1419 und 1815 im gemeinschaftlichen Besitz der Grafen von Schwarzburg (ab 1599 Schwarzburg-Rudolstadt) und Grafen zu Stolberg (ab 1706 Stolberg-Roßla) unter Lehnsoberherrschaft der albertinischen Wettiner (späteres Kurfürstentum Sachsen).
Durch eine Staatsvertrag vom 15. Juni 1816 kamen das Amt Großbodungen, das Gericht Allerberg und Haynrode, sowie die Dörfer Bothenheiligen, Bruchstedt und Utterode im Tausch gegen andere Besitzungen zum Königreich Preußen.